# 444418 Rohitbhartia
444418 Rohitbhartia este o planetă minoră (asteroid) din centura de asteroizi. A fost descoperită pe 25 noiembrie 2005 la Mount Lemmon⁠(d) de Mount Lemmon Survey⁠(d). 
Obiectul prezintă o orbită caracterizată de o semiaxă mare de 3,1971338161202 UAi, o excentricitate de 0,12115577602007, o înclinație de 13,973225782231 ° în raport cu ecliptica.